# Messerschmitt Bf 161
O Messerschmitt Bf 161 foi uma aeronave protótipo construída na Alemanha com o fim de efectuar reconhecimento. Foi baseada no Bf 110, sendo ainda similar ao Bf 162 que foi desenvolvido como ser um bombardeiro leve. O protótipo V1 tinha dois motores Junkers Jumo 210, e o V2 tinha dois motores Daimler-Benz DB 600Aa, onde havia havia ainda um enorme diferença em relação a ambos nos respectivos "narizes" das aeronaves. Esta aeronave não chegou a ser produzida para entrar em serviço, visto que não era necessário haver mais aeronaves que desempenhassem o tipo de funções que esta desempenhava e que tinham performance igual ou superior.